# إلبيرت واينبرغ
إلبيرت واينبرغ (بالإنجليزية: Elbert Weinberg) هو نحات أمريكي، ولد في 27 مايو 1928 في هارتفورد في الولايات المتحدة، وتوفي بنفس المكان في 27 ديسمبر 1991.